# All Natural Glamour Solos
All Natural Glamour Solos — серія американських порнографічних фільмів, видана студією Girlfriends Films. Перший фільм серії було випущено 12 липня 2011 року. Всі серії фільму були зрежисовані Деном О'Коннеллом, який також написав сценарії всіх фільмів.

## Список фільмів серії
- All Natural Glamour Solos (перший фільм)
- All Natural Glamour Solos, II
- All Natural Glamour Solos, III
- All Natural Glamour Solos 4
- Glamour Solos
- Glamour Solos 2
- Glamour Solos 3
- Glamour Solos 4
- Fantasy Girls: Glamour Solos

## У ролях
- Алексіс Форд
- Брі Деніелс
- Капрі Андерсон
- Дені Деніелс
- Джорджія Джонс
- Джана Джордан
- Олена Йенсен
- Кейсі Чє
- Кіара Дайен
- Райан Кілі
- Шайла Дженнінгс
- Тіффані Томпсон
- Торі Блек
- Валері Ріос
- Зої Восс

## Критика
Оглядач Adult DVD Talk стверджував, порнографічний фільм All Natural Glamour Solos, виданий Girlfriends Films в 2011 році, не зміг чимось виділитися на тлі серій All Alone і Busty Solos, і поскаржився, що «Відео про мастурбації, як правило, непереконливі» і «символізують все дешеве і фальшиве в порно». Незважаючи на таку критику All Natural Glamour Solos став переможцем AVN Award в категорії „Кращий сольний реліз“ у 2012 році.

## Нагороди та номінації
| Рік  | Нагорода | Категорія               | Фільм                                    | Номінант     | Результат |
| ---- | -------- | ----------------------- | ---------------------------------------- | ------------ | --------- |
| 2012 | AVN      | Кращий сольний реліз    | All Natural Glamour Solos (перший фільм) |              | Перемога  |
| 2012 | AVN      | Краща сцена мастурбації | All Natural Glamour Solos (перший фільм) | Райан Кілі   | Номінація |
| 2013 | AVN      | Кращий сольний реліз    | All Natural Glamour Solos, II            |              | Перемога  |
| 2013 | AVN      | Краща сцена мастурбації | All Natural Glamour Solos, II            | Дені Деніелс | Номінація |
| 2014 | AVN      | Кращий сольний реліз    | All Natural Glamour Solos, III           |              | Перемога  |
| 2014 | AVN      | Краща сцена мастурбації | All Natural Glamour Solos, III           | Міа Малкова  | Номінація |
| 2015 | AVN      | Кращий сольний реліз    | All Natural Glamour Solos 4              |              | Перемога  |
| 2015 | AVN      | Кращий сольний реліз    | Glamour Solos 2                          |              | Номінація |